# Resto umile World Show
Resto umile World Show è stato un programma televisivo italiano di genere varietà, condotto da Checco Zalone con Youma Diakite e Claudia Potenza andato in onda il venerdì in prima serata per due puntate su Canale 5, dal 2 al 9 dicembre 2011. È stato in seguito replicato più volte su Mediaset Extra.

## Il programma
La trasmissione ha visto Zalone esibirsi in diversi monologhi comici e imitazioni con il supporto di ospiti e cantanti, e nasce come risposta della Mediaset al successo dello show di Fiorello Il più grande spettacolo dopo il weekend andato in onda su Rai 1 nello stesso periodo.
Durante la prima puntata ha generato numerose polemiche l'imitazione di Michele Misseri fatta dal comico, che si è poi scusato ufficialmente e ha deciso di abbandonare il personaggio.

### Ascolti
| Puntata | Messa in onda   | Telespettatori | Share  | Ospiti                                                                    |
| ------- | --------------- | -------------- | ------ | ------------------------------------------------------------------------- |
| 1       | 2 dicembre 2011 | 5 607 000      | 22,42% | Modà, Claudio Bisio, Laura Pausini                                        |
| 2       | 9 dicembre 2011 | 5 063 000      | 18,54% | Daniele Silvestri, Al Bano, Al Jarreau, Rocco Papaleo, Giorgio Albertazzi |
| Media   | Media           | 5 335 000      | 20,48% |                                                                           |